# Imidazole
L'imidazole (1,3-diazole) és un intermediari de biosíntesi de la histidina que es forma des de l'imidazol glicerol fosfat amb la pèrdua d'aigua. D'estructura cristal·lina, la seva fórmula molecular és C₃H₄N₂ i la seva massa molecular és 68,077 g/mol. Pertany a una família de compostos químics aromàtics, caracteritzada per disposar d'un anell pentagonal nitrogenat. Té propietats amfòteres, qualitat que mantindran alguns dels seus derivats. La seva molècula ha servit de base per al desenvolupament de nombrosos fàrmacs.
- Antihipertensius[5]
- Antihistamínics
- Immunomoduladors: Levamizole

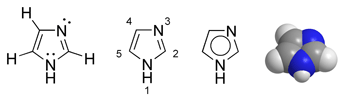
Estructura química

- Antibacterians i antiprotozoaris: Metronidazole.
- Antihelmíntics: Tiabendazole, Mebendazole.
- Antifúngics: clotrimazole, miconazole, econazole, butoconazole, oxiconazole, sulconazole, bifonazole, tioconazole, fluconazole i itraconazole entre d'altres.
- Antitiroïdals Carbimazole i metimazole[6]

Encara no es poden considerar derivats directes, formen part de la molècula d'altres fàrmacs com la teofil·lina o la mercaptopurina. L'estudi de l'antecessor dels derivats azoòlics amb capacitat antimicrobiana va tenir lloc als anys 1940, amb les investigacions sobre benzimidazoles. El nom "imidazol" va ser encunyat el 1887 pel químic alemany Arthur Rudolf Hantzsch (1857–1935).
A partir d'aquest moment i de manera simultània, dos cases farmacèutiques: Bayer AG i Janssen Pharmaceutica, van investigar diferents classes d'azoles amb l'aplicació clínica durant els anys 1950 i 1960, fins a l'autèntic inici de l'era dels imidazols que es pot considerar al voltant de l'any 1969, quan aquestes dues cases van publicar la seva experiència respectiva amb clotrimazol i miconazol. A més a més de la seva importància en la indústria farmacèutica, té aplicacions en la indústria de components electrònics, fotografia i inclús en la fabricació de materials anticorrosius i retardants del foc. Igualment serveix de base per l'obtenció d'imatges i espectres cel·lulars mitjançant ressonància magnètica.

## Mecanisme d'acció
És variable segons les modificacions estructurals a les quals ha estat sotmès per sintetitzar els seus derivats. El principal mecanisme d'acció dels imidazols va ser demostrat per primer cop per Vanden Bossche el 1978. El seu metabolisme és hepàtic, relacionat amb el CYP3A4, fet que tindrà la seva importància a l'hora d'originar interaccions i efectes secundaris.
- Els derivats utilitzats com antibiòtics són oxidats per part dels sistemes enzimàtics dependents del citocrom P450, fet que interfereix el metabolisme del lanosterol (dificulta la 14-desmetilació) portant a una disminució de l'ergosterol i, de manera secundària, a un cúmul d'esterols anòmals (esterols 14-alfa-metilats). En ser molt més important l'ergosterol per a la paret dels fongs que per a la de les cèl·lules humanes, i degut a la major afinitat dels primers pel azols, s'explica l'acció selectiva. La falta d'ergosterol altera la permeabilitat de les membranes dels fongs, fet que duu a una desestructuració dels orgànuls intracel·lulars i de la capacitat de divisió. Secundàriament, el cúmul d'esterols anòmals contribueix a la fragilitat i mort cel·lular.[10]

- Alguns imidazols posseeixen un efecte directe sobre la membrana cel·lular. Aquest efecte es posa de manifest mitjançant l'efecte sinèrgic que té lloc entre aquests imidazols i determinats detergents, i dona lloc a un efecte fungicida, a diferència de la inhibició de la síntesi d'ergosterol, que produeix un efecte fungistàtic.

- Una tercera capacitat dels azols consisteix en la possibilitat d'inhibició de la ATPasa de la membrana cel·lular fúngica. Això pot col·lapsar ràpidament el gradient d'electròlits i disminuir l'ATP intracel·lular.

- Finalment, en alguns fongs (com és el cas de les càndides) impedeixen la transformació en pseudohifes, el que les fa més sensibles a l'acció dels leucòcits de l'organisme.

- Els derivats antitiroïdals actuen interferint en la incorporació del iode a la tiroglobulina, disminuint per tant la síntesi de T3 i T4.

## Interaccions
El fet que els derivats imidazólics tinguin una estructura química bàsica comú els dona una certa homogeneïtat a l'hora de comportar-se en l'organisme.
- Una característica de tots els derivats imidazòlics és la possibilitat de donar una reacció del tipus antabús si es pren alcohol mentre s'està en tractament amb ells.

- Igualment s'ha d'anar amb compte amb la ingesta concomitant d'altres fàrmacs que es metabolitzin per la mateixa via que els imidazols (CYP3A4), ja que es poden potenciar els efectes i originar alteracions hepàtiques.

- Molts d'ells també alteren lleugerament la capacitat de transmissió de l'impuls elèctric a nivell de les fibres musculars del cor. La seva associació amb altres fàrmacs de característiques similars pot originar trastorns cardíacs del ritme.

- Alguns derivats imidazòlics necessiten un medi àcid per a absorbir-se al tub digestiu. Per tant, s'ha d'evitar la ingesta coincident d'antiàcids i d'inhibidors de la bomba de protons.

- Finalment s'haurà d'anar amb compte en pacients que prenguin anticoagulants, ja que poden potenciar els seus efectes.

Això no obstant, cada derivat té característiques pròpies que convé consultar de manera específica.

## Reaccions adverses
Les reaccions adverses a medicaments (RAM) són una patologia que pot arribar a representar el 5% de les consultes en Atenció Primària. L'estructura imidazòlica comú els confereix una certa homogeneïtat quant a les RAM, és important consultar de forma individual cada fàrmac. Seguint el criteri de la CIOMS, les reaccions més comunes entre els derivats imidazòlics són:
- Freqüents: (<1/10 i >=1/100): Molèsties gastrointestinals (nàusees, vòmits i dolor abdominal) i elevació dels enzims hepàtics en les proves de laboratori.

- Infreqüents: (<1/100 i >= 1/1.000) Cefalea i marejos.

## Aplicacions
L'imidazol té poques aplicacions directes. En canvi, és un precursor d'una varietat de productes agroquímics, com l'enilconazol, climbazol, clotrimazol, procloraz i el bifonazol.